# ジャスミン・ギュ
ジャスミン・ギュは、漫画家・経営者。顔・年齢・性別いずれも非公開。

## 略歴
年代不詳ではあるが京都精華大学マンガ学部ストーリーマンガコースに在籍し、卒業後に上京。東京工芸大学の研究生だった際に大学の講師にヤングマガジンの編集者がいたため、その誘いでヤングマガジン新人賞に応募し受賞。受賞後、栗原正尚のアシスタントを経験。
読切作品『エリコ大先生の教え』が『週刊ヤングマガジン』に2014年掲載。
『ジャスミンのお茶会』を『ヤングマガジンサード』にて2015年1月より不定期連載。
『Back Street Girls』を『週刊ヤングマガジン』2015年3月16号にて連載開始。
『ケンシロウによろしく』を『週刊ヤングマガジン』2020年16号より連載開始。

## 人物
- 自分で酒を出す店を経営している[2]。
- 子どもの頃は鳥山明『ドラゴンボール』などの少年漫画が好きだったが、ホラー漫画がとにかく好き[4]であったため、関連人物の影響を受けた漫画家からホラー漫画に影響を受け、新人賞に応募した作品はホラー漫画であったと述べている[2]。
- 作中では、ツッコミを入れる（入れたい）人物が困惑したときに、目の周り全体をほぼ真っ黒にして目の表情を窺えない表現を多用している。[独自研究?]

## 作品リスト

### 連載
- 『Back Street Girls』（『週刊ヤングマガジン』2015年16号 - 2018年42号、講談社）全12巻
- 『ケンシロウによろしく』（『週刊ヤングマガジン』2020年16号[3] - 2023年47号[5]、講談社）全8巻

### 読み切り
- 『エリコ大先生の教え』（『週刊ヤングマガジン』2014年48号読切掲載、講談社）
- 『ジャスミンのお茶会』（『ヤングマガジンサード』2015年VOL.2、2015年VOL.3掲載、講談社）

## 関連人物

### 交流のある漫画家
- 栗原正尚 - かつてアシスタントを務めた漫画家[2]。
- 永田晃一、カズ・ヤンセ - デビュー前に近所の飲み屋で出会った仲の良い漫画家として名前を挙げている[2]。
- 柳内大樹、南勝久 - 付き合いの長い尊敬する先輩として名前を挙げている[2]。

### 影響を受けた漫画家
- 楳図かずお[2]
- 伊藤潤二[2] - 1番好きな漫画家としても名を挙げている[4]。
- 井上雄彦[2]
- 藤子・F・不二雄[2]
- 鳥山明[6]

### その他
- 久田将義 - ニュースサイトTABLO編集長。ジャスミン・ギュの友人であり、『ケンシロウによろしく』では久田をモデルにした人物（女性となっている）が登場する[1][7]。また、久田のTwitterサムネイル画像はジャスミン・ギュの手によるものである[8]。